# NGC 2063
NGC 2063 је група звезда у сазвежђу Орион која се налази на NGC листи објеката дубоког неба.
Деклинација објекта је + 8° 46' 54" а ректасцензија 5h 46m 42,0s. Привидна величина (магнитуда) објекта NGC 2063 износи 12,7.